# Borki (województwo lubuskie)
Borki – osada w Polsce, położona w województwie lubuskim, w powiecie nowosolskim, w gminie Otyń.
W latach 1975–1998 miejscowość należała administracyjnie do województwa zielonogórskiego.
Pierwsze informacje o Borkach jako niewielkim folwarku pojawiają się w 1774 roku. Po 1945 roku osada przynależy do PGR Otyń. Obecnie po przebudowie w latach 60 XX wieku pozostały w osadzie 2 domy mieszkalne.